# Levin (Familienname)
Levin ist ein von dem gleichlautenden männlichen Vornamen abgeleiteter Familienname.

## Namensträger

### A
- Aaron Levin (1879–1941), österreichisch-polnischer Rabbiner (von den deutschen Besatzern in Lemberg 1941 ermordet)
- Alan Levin (1926–2006), US-amerikanischer Journalist und Dokumentarfilmer
- Andy Levin (* 1960), US-amerikanischer Anwalt, Unternehmer und Politiker
- Anne Levin, deutsche Pädagogische Psychologin, Didaktikerin und Hochschullehrerin
- August Levin (1895–1967), deutscher Politiker und Spanienkämpfer

### B
- Beatriz Levin, US-amerikanische Filmproduzentin
- Ben Levin (* 1987), US-amerikanischer Schauspieler und Synchronsprecher

### C
- Camille Levin (* 1990), US-amerikanische Fußballspielerin
- Carl Levin (Journalist) (1913–2002), US-amerikanischer Journalist und Unternehmer
- Carl Levin (1934–2021), US-amerikanischer Politiker
- Carl Herman Levin (1816–1883), schwedischer Pfarrer und Autor
- Charles de Levin († 1592), niederländischer General
- Charles Levin (1949–2019), US-amerikanischer Schauspieler
- Christoph Levin (* 1950), deutscher evangelischer Theologe

### D
- Daniel Levin (* 1974), US-amerikanischer Jazz- und Improvisationsmusiker
- Danyah Leṿin (1903–1999), israelische Tänzerin (geb. im russischen Turkmenistan, 1922 Auswanderung)
- David Levin (1948–2017), US-amerikanischer Ballonsportler und Weltmeister
- David Levin (Eishockeyspieler) (* 1999), kanadisch-israelischer Eishockeyspieler
- Dov Levin (Historiker) (1925–2016), israelischer Historiker
- Dov Levin (Jurist) (1925–2001), israelischer Jurist

### E
- Elliott Levin (* 1953), US-amerikanischer Jazzmusiker
- Ernst Levin (1887–1975), britischer Neurologe deutscher Herkunft, 1933 aus Deutschland emigriert, tätig in Edinburgh
- Eva Pawlowna Levina-Rosenholz (1898–1975), russische Malerin
- Ezra Levin (* 1986), US-amerikanischer politischer Aktivist

### F
- Felix Levin (* 1958), ukrainisch-deutscher Schachspieler
- Ferdinand Levin (1849–1901), deutscher Unternehmer und Wollwarenfabrikant in Göttingen, Kommerzienrat und Stifter

### G
- Georg Ernst Levin von Wintzingerode (1752–1834), württembergischer Staatsminister, Erb- und Gerichtsherr zu Bodenstein im Eichsfeld

### H
- Hannah Levin (1900–1969; Khane Levin), ukrainische Schriftstellerin in jiddischer Sprache
- Hanoch Levin (1943–1999), israelischer Schriftsteller
- Harry Levin (1912–1994), US-amerikanischer Literaturwissenschaftler und -kritiker
- Henry Levin (1909–1980), US-amerikanischer Regisseur
- Herbert Levin, Geburtsname von Herbert Derwein (1893–1961), deutscher Historiker und Archivar
- Herbert Levin (Diplomat) (* 1931), US-amerikanischer Diplomat
- Hermann Levin (1811–1890), deutscher Wollwarenfabrikant in Göttingen, Kommerzienrat
- Hirschel Levin (1721–1800), polnischer Rabbiner

### I
- Ike Levin (* 1950), US-amerikanischer Jazz-Saxophonist
- Ingeborg Levin (1953–2024), deutsche Physikerin und Pionierin der Treibhausgasforschung
- Ira Levin (1929–2007), US-amerikanischer Autor
- Isidor Levin (1919–2018), estnischer Volkskundler
- Israel Salomon Levin (1810–1883), dänischer Grammatiker und Literaturhistoriker

### J
- Jack Levin (1914–1999), US-amerikanischer Dokumentarfilm- und Spielfilm-Produzent
- Janna Levin (* 1967), US-amerikanische Physikerin
- Jitzhak-Meir Levin (1893–1971), israelischer Politiker, Minister und Rabbiner
- Johannes Levin (* 1979), deutscher Neurologe und Hochschullehrer
- Jonathan Levin (* 1972), US-amerikanischer Ökonom und Hochschullehrer
- Julius Levin (1862–1935), deutscher Mediziner, Schriftsteller und Geigenbauer
- Julo Levin (1901–1943), deutscher Maler

### K
- Karl Levin (1911–?), deutscher Soziologe und Ökonom

### L
- Leonid Levin (* 1948), ukrainischer Informatiker
- Lewis Charles Levin (1808–1860), US-amerikanischer Politiker
- Liepmann Levin, Geburtsname von Ludwig Robert (1778–1832), deutscher Schriftsteller
- Lloyd Levin, US-amerikanischer Filmproduzent
- Louis Levin (1865–1939), deutscher Jurist

### M
- Marc Levin (Musiker) (* 1942), US-amerikanischer Jazzmusiker und Psychologe
- Marc Levin (Filmschaffender) (* 1951), US-amerikanischer Filmregisseur und -produzent
- Maria Levin (* 1984), georgisch-deutsch Sängerin
- Marie Levin (1858–1923), deutsche Wollwarenfabrikantin
- Mark Levin (Regisseur) (* 1965), US-amerikanischer Regisseur, Produzent und Drehbuchautor
- Mark R. Levin (* 1957), US-amerikanischer Regierungsangestellter, Hörfunkmoderator und Autor
- Marvin E. Levin (* 1924), US-amerikanischer Diabetologe
- Mats Levin (* 1977), schwedischer Basketballspieler
- Max Levin (1880–1947), deutscher Chemiker
- Meyer Levin (1905–1981), US-amerikanischer Schriftsteller und Journalist
- Michael Levin (Schauspieler) (1932–2023), US-amerikanischer Schauspieler
- Michael Levin (Philosoph) (* 1943), US-amerikanischer Philosoph
- Michael Levin (Kunsthistoriker) (* 1943), israelischer Kunsthistoriker
- Michael Levin (Physiker), US-amerikanischer Physiker
- Michael Levin (Eishockeyspieler) (* 2005), israelisch-kanadischer Eishockeyspieler
- Mike Levin (Michael Ted Levin; * 1978), US-amerikanischer Politiker
- Moisej Levin (1895–1974), ukrainisch-sowjetischer Pianist und Musiklehrer
- Moritz Levin (1843–1914), deutscher Rabbiner und Autor

### N
- Nora Levin (1916–1989), US-amerikanische Historikerin

### O
- Otto Levin (Verleger) (1878–1933), dänischer Verleger und Buchhändler
- Otto Levin (Jurist) (1895–1933), deutscher Jurist

### P
- Pete Levin (* 1942), US-amerikanischer Keyboarder
- Peter Levin, US-amerikanischer Film- und Theaterregisseur
- Phoebus Levin (1836?–1908?), britischer Maler deutscher Herkunft

### R
- Rachel Levin (Influencerin) (* 1995), US-amerikanische YouTuberin, Influencerin und Sängerin
- Rahel Levin, Geburtsname von Rahel Varnhagen von Ense (1771–1833), deutsche Schriftstellerin
- Richard Levin (* 1947), US-amerikanischer Wirtschaftswissenschaftler und Präsident der Yale University
- Rob Levin (1955–2006), US-amerikanischer Programmierer
- Robert Levin (Pianist) (1912–1996), norwegischer Pianist und Komponist
- Robert Levin (Schauspieler) (* 1965), deutscher Sprecher und Schauspieler
- Robert D. Levin (* 1947), US-amerikanischer Pianist, Komponist und Musikwissenschaftler
- Rudolf Levin (Kirchenmusiker) (1882–nach 1954), deutscher Kirchenmusiker und Kantor
- Rudolf Levin (1909–1945), deutscher Geisteswissenschaftler und SS-Funktionär

### S
- Sander M. Levin (* 1931), US-amerikanischer Politiker
- Schemarjahu Levin (1867–1935), russischer Politiker, Publizist und Schriftsteller
- Sidney Levin, US-amerikanischer Filmeditor
- Simon Levin (* 1941), US-amerikanischer Biologe und Mathematiker
- Šneer Mendelevič Levin (1897–1969), sowjetischer Historiker

### T
- Theodor Levin (1836–1922), Kunstschriftsteller und Konservator an der Kunstakademie Düsseldorf
- Thomas Levin (* 1978), dänischer Schauspieler und Dramatiker
- Tobe Levin (* 1948), amerikanische Wissenschaftlerin, Publizistin und Frauenrechtlerin
- Tony Levin (Schlagzeuger) (1940–2011), britischer Schlagzeuger
- Tony Levin (* 1946), US-amerikanischer Bassist

### W
- Walter Levin (1924–2017), US-amerikanischer Violinist deutscher Herkunft
- Willy Levin (1860–1926), deutscher Kunstmäzen und Kaufmann
- Wolfgang Levin (* 1945), deutscher Fußballfunktionär

### Y
- Yael Nachshon Levin (* 1980), israelische Jazzmusikerin und Autorin
- Yariv Levin (* 1969), israelischer Politiker und Rechtsanwalt
- Yigal Levin (* 1963), israelischer Historiker, Archäologe und Hochschullehrer

### Z
- Zoe Levin (* 1993), US-amerikanische Schauspielerin

Siehe auch:
- Lewin